# Oligia longidens
Oligia longidens är en fjärilsart som beskrevs av Emilio Berio 1976-1977 [1977. Oligia longidens ingår i släktet Oligia och familjen nattflyn. Inga underarter finns listade i Catalogue of Life.